# Palmi
Palmi este o comună în regiunea Calabria, în provincia Reggio Calabria, Italia.

## Localități înfrățite
- Italia, Viareggio
- Italia, Varazze

## Demografie
Palmi - evoluția demografică

|  | Graficele sunt indisponibile din cauza unor probleme tehnice. Mai multe informații se găsesc la Phabricator și la wiki-ul MediaWiki. |

Date: Recensăminte sau birourile de statistică - grafică realizată de Wikipedia

1. ↑  Superficie di Comuni Province e Regioni italiane al 9 ottobre 2011 (în italiană), Istituto Nazionale di Statistica, accesat în 16 martie 2019
2. 1 2   http://www.comuni-italiani.it/080/057/clima.html Lipsește sau este vid: |title= (ajutor)